# Barley-with-Wheatley Booth
Barley-with-Wheatley Booth – civil parish w Anglii, w hrabstwie Lancashire, w dystrykcie Pendle. Leży 45 km na północ od miasta Manchester i 299 km na północny zachód od Londynu. W 2001 roku civil parish liczyła 271 mieszkańców.